# Drosophila athabasca
Drosophila athabasca este o specie de muște din genul Drosophila, familia Drosophilidae, descrisă de Sturtevant și Theodosius Grigorievich Dobzhansky în anul 1936. Conform Catalogue of Life specia Drosophila athabasca nu are subspecii cunoscute.